# 拉奥斯
拉奥斯（法語：Lahosse，法語發音：[la.ɔs]）是法国朗德省的一个市镇，属于达克斯区。

## 地理
拉奥斯（43°42'46"N, 0°47'47"W）面积8.08 平方千米，位于法国新阿基坦大区朗德省，该省份为法国西南部沿海省份，是法國本土面积第二大的省，北起吉倫特省，西临大西洋，南至大西洋比利牛斯省，东临热尔省，东北与洛特-加龍省接壤。
与拉奥斯接壤的市镇（或旧市镇、城区）包括：巴奇、科佩讷、卢尔康、米格龙、努斯、圣欧班。

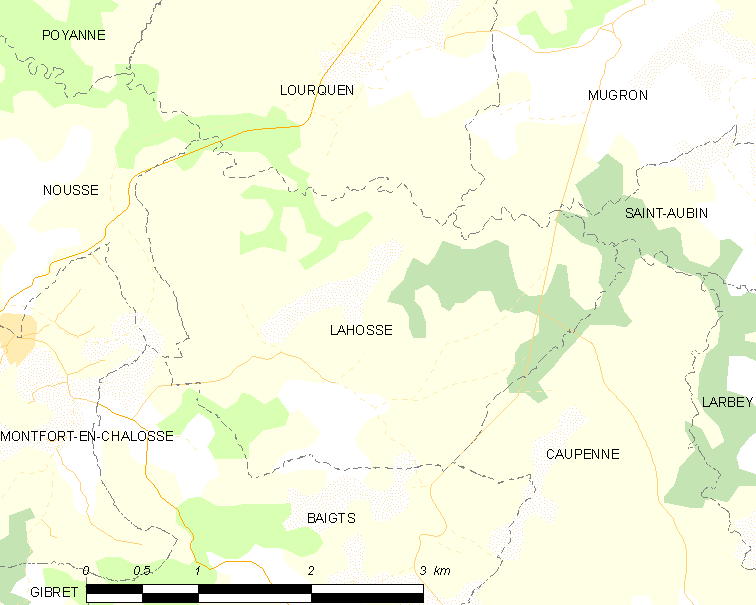
拉奥斯的OSM定位图

拉奥斯的时区为UTC+01:00、UTC+02:00（夏令时）。

## 行政
拉奥斯的邮政编码为40250，INSEE市镇编码为40141。

## 政治
拉奥斯所属的省级选区为沙洛斯山坡县。

## 人口

1962-2008年间拉奥斯人口变化图示

拉奥斯于2022年1月1日时的人口数量为286人。